# Nézignan-l’Évêque

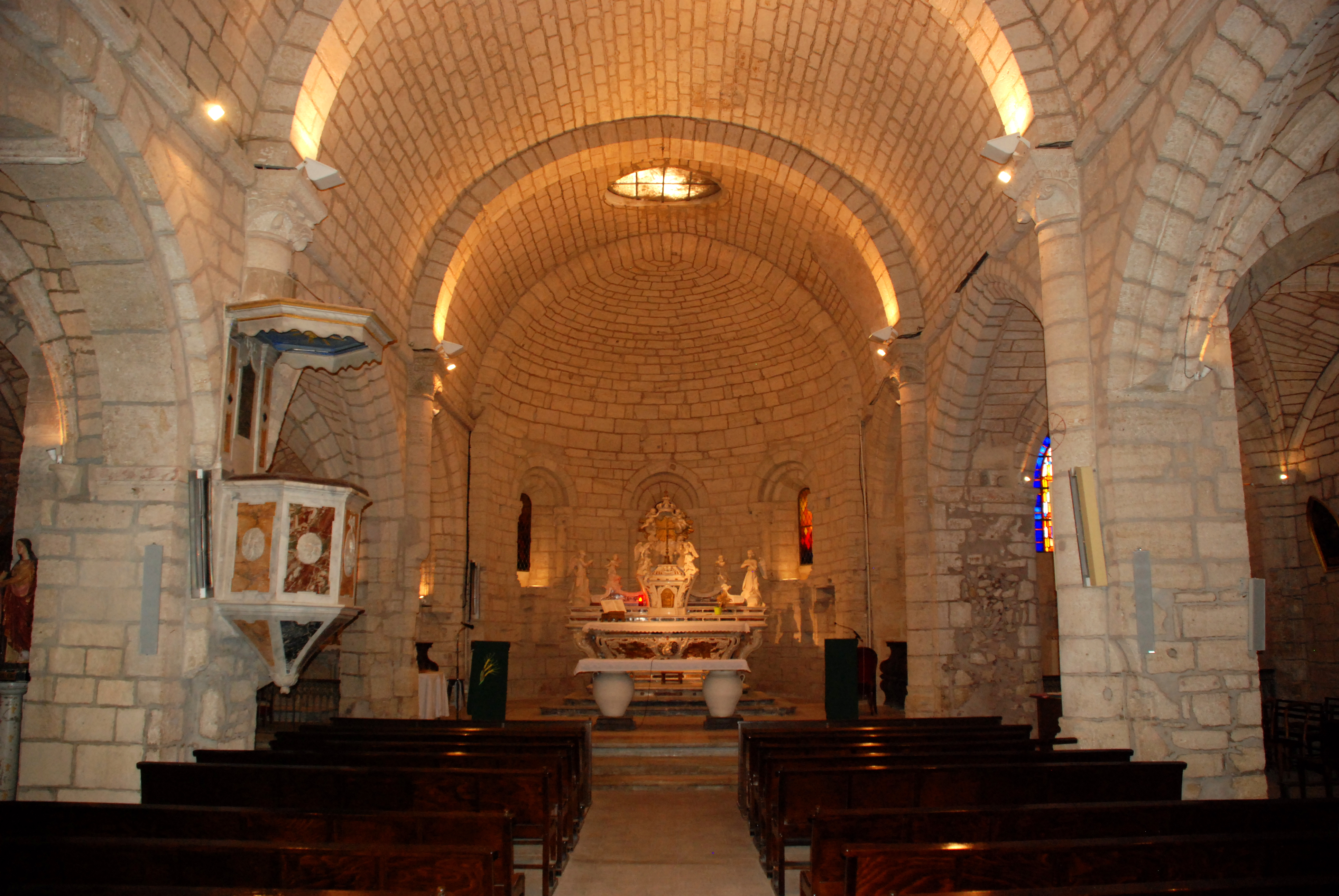
Kirche Sainte-Marie-Madeleine

Nézignan-l’Évêque ist ein südfranzösischer Ort und eine Gemeinde (commune) mit 1.730 Einwohnern (Stand: 1. Januar 2022) im Département Hérault in der Region Okzitanien.

## Lage und Klima
Der ca. einen Kilometer vom Westufer des Flusses Hérault entfernte Weinort Nézignan-l’Évêque liegt knapp 20 km (Fahrtstrecke) nordöstlich von Béziers in einer Höhe von ca. 40 m; die Küstenstadt Agde ist nur gut 15 Kilometer in südlicher Richtung entfernt. Das in hohem Maße vom Mittelmeer beeinflusste Klima ist mild bis warm; Regen (ca. 660 mm/Jahr) fällt überwiegend im Winterhalbjahr.

## Bevölkerungsentwicklung
| Jahr                       | 1800 | 1851 | 1901 | 1954 | 1999 | 2019 |
| Einwohner                  | 611  | 773  | 891  | 583  | 960  | 1827 |
| Quellen: Cassini und INSEE |      |      |      |      |      |      |

Die Reblauskrise im Weinbau, die zunehmende Mechanisierung der Landwirtschaft, die Aufgabe bäuerlicher Kleinbetriebe („Höfesterben“) und die daraus resultierende Arbeitslosigkeit auf dem Lande führten in der ersten Hälfte des 20. Jahrhunderts zu einem deutlichen Rückgang der Einwohnerzahlen. Aufgrund der Nähe zur Großstadt Béziers und zur touristischen Region um Agde ist die Einwohnerzahl zu Beginn des 21. Jahrhunderts deutlich angestiegen.

## Wirtschaft
Die Gegend ist traditionell landwirtschaftlich geprägt, wobei der Weinbau eine wichtige Rolle spielt. Der Bevölkerungszuwachs führt auch zu einer Belebung des lokalen Handels und Handwerks.

## Geschichte
Die Römer bauten auf der Anhöhe ein Castrum, welches später zu einer Burg umgestaltet wurde. Das weitgehend einheitlich gestaltete Ortszentrum von Nézignan stammt aus dem Hochmittelalter und ist aus Gründen der Verteidigung in Form einer circulade angelegt. Zusätzlich wurde es mit einer Stadtmauer (remparts) befestigt, die jedoch im 19. Jahrhundert sukzessive eingerissen wurde um Platz für weitere Häuser zu schaffen.

## Sehenswürdigkeiten
- Die im Ursprung romanische Église Sainte-Marie-Madeleine entstand im 12. Jahrhundert; sie wurde jedoch im 14. und 15. Jahrhundert durch den Anbau von Seitenkapellen grundlegend verändert. Die Apsis und das gedrungen wirkende Langhaus der Kirche zeigen romanische Tonnengewölbe mit Gurtbögen, wohingegen die Seitenkapellen bereits mit gotischen Rippen eingewölbt sind. Das im Erdgeschoss des Glockenturmes (clocher) befindliche Portal wurde im 18. Jahrhundert erneuert; sein Tympanon nimmt Bezug auf Legenden zur Buße Maria Magdalenas in einer Felsgrotte.[2]
- Einige Häuser des Ortes stammen noch aus dem 17./18. Jahrhundert.
- Etwa 100 bis 400 m vom Ortszentrum entfernt stehen mehrere Wegkreuze.
- Sehenswert ist auch die restaurierte Brunnenanlage der Fontaine vieille.

Umgebung
- In der Nähe des Ortes befindet sich ein Arboretum mit etwa 80 Feigensorten.